# 10444 de Hevesy
10444 de Hevesy este un asteroid din centura principală de asteroizi.

## Descriere
10444 de Hevesy este un asteroid din centura principală de asteroizi. A fost descoperit pe 30 septembrie 1973 la Observatorul Palomar de Cornelis Johannes van Houten, Ingrid van Houten-Groeneveld și Tom Gehrels. Asteroidul prezintă o orbită caracterizată de o semiaxă mare de 3,19 ua, o excentricitate de 0,04 și o înclinație de 6,3° în raport cu ecliptica.